# Ad nutum
Ad nutum es una locución adverbial que proviene del latín, y que literalmente equivale a decir «con un signo de cabeza». En derecho significa una decisión tomada de manera inmediata, con base en un poder absoluto y discrecional (que no exige ninguna condición previa, y que no requiere ningún tipo de justificación o explicación).

## En Francia
La expresión es utilizada por ejemplo para tipificar la libertad de nombramiento o sustitución de mandatarios de alto nivel jerárquico, en cuyo caso el mandato supone una relación de confianza muy fuerte entre mandante y mandatario:
- los prefectos son así revocables ad nutum por el ministro del Interior;[1][2]

- el director general de una sociedad es así revocable ad nutum por el respectivo consejo de administración.[3]